# Хомскис, Вацловас
Вацловас Хомскис (14 ноября 1909, Плунге — 22 апреля 1976, Вильнюс) — литовский, советский лимнолог и картограф. Доктор географических наук (1967), профессор Вильнюсского университета (1968). Заслуженный деятель науки Литвы (1969). Лауреат Государственной премии Литовской ССР (1959, 1984).
Основоположник лимнологии малых озёр.  По его инициативе и благодаря его усилиям впервые был составлен и издан географический атлас Литвы.

## Биография
Родился в окрестностях города Плунгяны (совр. г. Плунге, Литва).
В 1936 году окончил Каунасский университет по специальности «физик-математик».
В 1936—1940 работал в гимназиях Каунаса и Рокишкиса.
С 1940 года — в Вильнюсском университете, с которым связаны все последующие годы жизни.
В 1946—1964 — декан факультета естественных наук университета; 1948 — кандидат географических наук.
В 1945—1952 — заведующий кафедрой картографии; в 1952—1968 — зав. кафедрой физической географии и картографии (1968 — профессор).
В 1946—1956 также одновременно научный сотрудник Института геологии и географии Академии наук Литовской ССР.
С 1966 года был заместителем председателя редколлегии Атласа природных условий и трудовых ресурсов Литовской ССР (был издан уже после его смерти). Известен как талантливый картограф, исследовал историю географии.
Заложил основы лимнологии малых озёр, разработал оригинальные научные положения исследования динамики и термики водных масс в малых водоёмах. Автор более 40 научных работ.

## Сочинения
- Физическая география Литовской ССР. Том 1. 1958 (соавтор).
- Динамика и термика малых озёр / В. Хомскис. — Вильнюс: Минтис, 1969.
- Картография. 1979 (на лит. яз.).